# Titularerzbistum Novae Patrae
Novae Patrae (ital.: Neopatrasso) ist ein Titularerzbistum der römisch-katholischen Kirche. 
Es geht zurück auf ein früheres Erzbistum in der römischen Provinz Macedonia bzw. Thessalia im heutigen Griechenland. Das lateinische Erzbistum im heutigen Ypati ist im 13. und 14. Jahrhundert belegt.
| Titularerzbischöfe von Novae Patrae |                                 |                                                        |                  |                |
| Nr.                                 | Name                            | Amt                                                    | von              | bis            |
| 1                                   | Angel María Pérez y Cecilia OCD | emeritierter Erzbischof von Verapoly (Britisch-Indien) | 15. Oktober 1949 | 17. Juli 1956  |
| 2                                   | Leonida Medina                  | emeritierter Bischof von Socorro y San Gil (Kolumbien) | 26. Januar 1957  | 2. August 1976 |
| 3                                   | Domenico Menna                  | emeritierter Bischof von Mantua (Italien)              | 3. Mai 1925      | 23. Juli 1946  |
| 4                                   | Angelo Innocent Fernandes       | Koadjutorerzbischof von Delhi (Indien)                 | 24. Februar 1951 | 2. Mai 1973    |